# Distrito de Miraflores (Yauyos)

La Provincia de Yauyos en el Departamento de Lima, Perú.

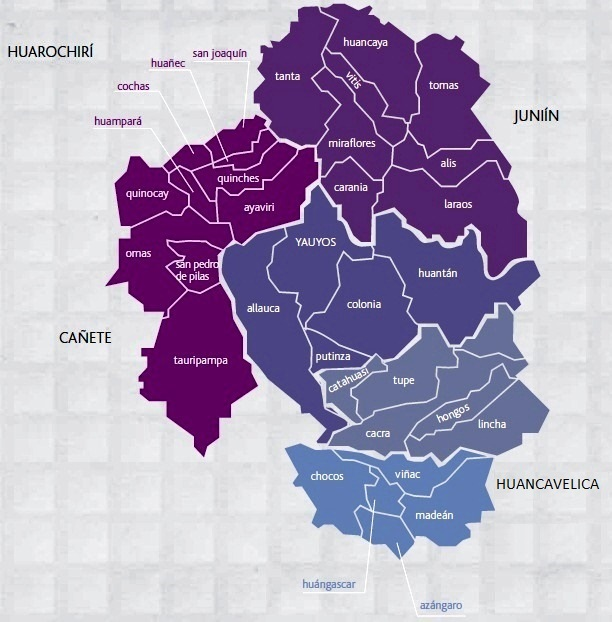
La provincia de Yauyos y sus 33 distritos.

El Distrito de Miraflores es uno de los  treinta y tres distritos que conforman la Provincia de Yauyos, perteneciente al Departamento de Lima, en el Perú  y bajo la administración del Gobierno Regional de Lima-Provincias. 
Desde el punto de vista jerárquico de la Iglesia católica, forma parte de la Prelatura de Yauyos.

## Historia
Los primeros pobladores de Miraflores fueron los habitantes del Pueblo Antiguo de Huaquis, un asentamiento de origen prehispánico que estuvo habitado hasta 1919, el cual se encuentra ubicado en la cima del cerro Huamanchurco a 3750 m s. n. m. A inicios del siglo XX, Huaquis presentaba un gran atraso en comparación con los pueblos vecinos fundados en entre los siglos XVI y XVII. La dificultad de su acceso, su accidentada topografía, la falta de servicios básico y de una fuente de agua inmediata fueron los factores determinantes para su lento desarrollo. Además, el origen prehispánico del pueblo implicaba un continuo mantenimiento de las estructuras y restringía modificar sustancialmente el área de las viviendas. Es por esto que los habitantes de Huaquis decidieron construir un nuevo pueblo acorde a los adelantos de los pueblos vecinos según el contexto de inicios del siglo XX. De este modo, el traslado hacia el nuevo pueblo llamado Miraflores se fue realizando gradualmente entre 1909 y 1919. Inicialmente, fue anexo del distrito de Huancaya, distrito creado en 1915 mediante Ley N° 2189, al cual estaban adscritos los pueblos de Vitis, Huaquis y Vilca. Posteriormente, en 1936, Miraflores dejó de ser anexo de Huancaya y fue creado como distrito mediante Ley N° 8199 del 13 de marzo de 1936, en el segundo gobierno del Presidente Óscar R. Benavides.

### El Pueblo Antiguo de Huaquis

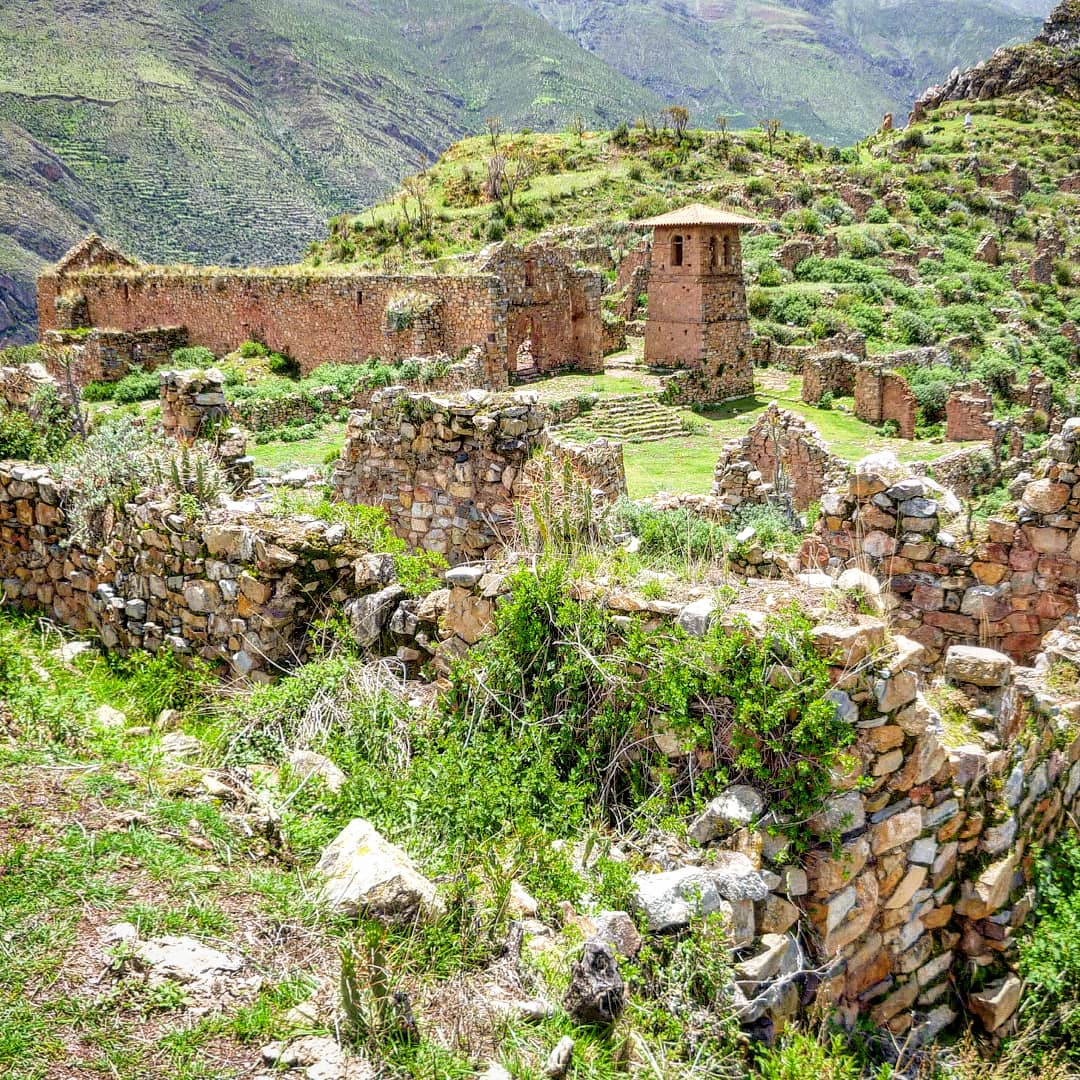
El Pueblo Antiguo de Huaquis. Se destaca el templo colonial y la torre exenta con campanario.

El Pueblo Antiguo de Huaquis, también conocido como San Agustín de Guaquis o simplemente Huaquis, es un sitio arqueológico de los Andes centrales que tuvo ocupaciones humanas continuas desde el periodo Intermedio Tardío (aprox. Siglo X d. C.) hasta el periodo republicano (siglo XX d. C.). Ha sido declarado Patrimonio Cultural de la Nación con el nombre de Pueblo Antiguo de Huaquis mediante RDN n.º 845/INC-1999.
Huaquis fue construido y habitado por los Yauyos entre los siglos X y XIV. Posteriormente, fue anexado por el Tahuantinsuyo a finales del siglo XV. Durante el Virreinato del Perú, el pueblo fue convertido en una reducción de indios, formó parte de la repartición de Laraos dentro del corregimiento de Yauyos y, desde entonces, fue bautizado con el nombre de San Agustín de Guaquis. Finalmente, ya establecida la República del Perú, Huaquis continuó siendo habitado durante un siglo; sin embargo, dada su accidentada ubicación, toda la población se trasladó al recién fundado pueblo de Miraflores quedando el pueblo desocupado en 1919.

## Geografía
Tiene una superficie de 226,24 km². Su capital es el poblado de Miraflores, que está a una altitud de 3650 m s. n. m.

## Autoridades

### Municipales
- 2019 - 2022[6]
  - Alcalde: Lennin Óscar Santiago Dávila, de Fuerza Popular.
  - Regidores:

  1. Juan Segura Santiago (Fuerza Popular)
  2. Widmar Uzías Arispe Sánchez (Fuerza Popular)
  3. Thalía Yavely Basurto Hilario (Fuerza Popular)
  4. Carmen Lilia Dávila Segura (Fuerza Popular)
  5. Algemiro Max Fernández Gago (Patria Joven)

Alcaldes anteriores
- 2015 - 2018:[7] Jorge Alcides Huamán Dávila, Movimiento Patria Joven (P).
- 2011 - 2014:[8] Paulino Reiner Aguirre Santiani, Partido Aprista Peruano (PAP).
- 2007 - 2010: Paulino Reiner Aguirre Santiani, Partido Aprista Peruano.
- 2003 - 2006:[9] Guido Walter Dávila Villegas, Partido Perú Posible.
- 1999 - 2002: Julia Nilda Dávila Fernández, Movimiento independiente Vamos Vecino.
- 1996 - 1998: Rubén Rosales Dávila, Lista independiente N° 3 Unidad Regional de Integración Yauyos (URI).
- 1993 - 1995: José Jacob Cueva Brañez Baltazar, Lista independiente Unidad Regional de Integración Laraos (URI).
- 1990 - 1992: Horacio Flores Raymondi, Movimiento Social Independiente.
- 1987 - 1989: Orlando Romero Durand, Partido Aprista Peruano.
- 1984 - 1986: Tomás Ramírez Zárate, Partido Acción Popular.
- 1982 - 1983: Justo Agustín Dávila Espejo, Partido Acción Popular.

### Religiosas
- Prelatura de Yauyos[10]
  - Obispo Prelado: Mons. Ricardo García García.[11]
- Parroquia San Lorenzo - Alis[12]
  - Párroco: Pbro. Edgar Romero Basurto.
  - Vicario parroquial: Pbro. Luis Apolinario Aroquipa.